# سابرینا ویگویر
سابرینا ویگویر (انگلیسی: Sabrina Viguier؛ زادهٔ ۴ ژانویهٔ ۱۹۸۱) بازیکن فوتبال اهل فرانسه است.
از باشگاه‌هایی که در آن بازی کرده‌است می‌توان به باشگاه فوتبال زنان المپیک لیون و باشگاه فوتبال زنان مون‌پلیه اشاره کرد.
وی همچنین در تیم ملی فوتبال زنان فرانسه بازی کرده‌است.